# Wereldkampioenschappen schermen 1997
De 45ste wereldkampioenschappen schermen werden gehouden in Kaapstad, Zuid-Afrika in 1997. De organisatie lag in de handen van de FIE.

## Resultaten

### Mannen
| Discipline         | Goud                                                            | Goud | Zilver                                                                     | Zilver | Brons                                                             | Brons   |
| ------------------ | --------------------------------------------------------------- | ---- | -------------------------------------------------------------------------- | ------ | ----------------------------------------------------------------- | ------- |
| Floret individueel | Serhi Holoebytsky                                               | UKR  | Kim Young-ho                                                               | KOR    | Wang Haibin Lionel Plumenail                                      | CHN FRA |
| Degen individueel  | Eric Srecki                                                     | FRA  | Pavel Kolobkov                                                             | RUS    | Robert Leroux Robert Andrzejuk                                    | FRA POL |
| Sabel individueel  | Stanislav Pozdnjakov                                            | RUS  | Luigi Tarantino                                                            | ITA    | Damien Touya Rafael Sznajder                                      | FRA POL |
| Floret ploegen     | Laurent Bel Franck Boidin Olivier Lambert Lionel Plumenail      | FRA  | Oscar García Ignacio González Elvis Gregory Rolando Tucker                 | CUB    | Stefano Cerioni Daniele Crosta Alessandro Puccini Salvatore Sanzo | ITA     |
| Degen ploegen      | Nelson Loyola Carlos Pedroso Iván Trevejo                       | CUB  | Elmar Borrmann Michael Flegler Arnd Schmitt Mark Steifensand               | GER    | Sandro Cuomo Angelo Mazzoni Maurizio Randazzo Alfredo Rota        | ITA     |
| Sabel ploegen      | Jean-Philippe Daurelle Mathieu Gourdain Damien Touya Gaël Touya | FRA  | Grigori Kirijenko Stanislav Pozdnjakov Aleksandr Sjirsjov Sergej Tsjarikov | RUS    | György Boros Domonkos Ferjancsik Csaba Köves József Navarrete     | HUN     |

### Vrouwen
| Discipline         | Goud                                                                     | Goud | Zilver                                                     | Zilver | Brons                                                                      | Brons   |
| ------------------ | ------------------------------------------------------------------------ | ---- | ---------------------------------------------------------- | ------ | -------------------------------------------------------------------------- | ------- |
| Floret individueel | Giovanna Trillini                                                        | ITA  | Sabine Bau                                                 | GER    | Monika Weber Diana Bianchedi                                               | GER ITA |
| Degen individueel  | Miraida Garcia-Soto                                                      | CUB  | Zuleydis Ortiz-Puente                                      | CUB    | Gyöngyi Szalay Taymi Chappé                                                | HUN ESP |
| Floret ploegen     | Diana Bianchedi Annamaria Giacometti Giovanna Trillini Valentina Vezzali | ITA  | Laura Badea Mioara David Zsofia Lazăr-Szabo Roxana Scarlat | ROU    | Sabine Bau Rita König Gesine Schiel Monika Weber                           | GER     |
| Degen ploegen      | Adrienn Hormay Hajnalka Király Tímea Nagy Gyöngyi Szalay                 | HUN  | Claudia Bokel Imke Duplitzer Eva-Maria Ittner Katja Nass   | GER    | Valérie Barlois Laura Flessel-Colovic Elsa Girardot Sophie Moressée-Pichot | FRA     |

## Medaillespiegel
| Plaats | Land       | Goud | Zilver | Brons | Totaal |
| 1      | Frankrijk  | 3    | 0      | 4     | 7      |
| 2      | Cuba       | 2    | 2      | 0     | 4      |
| 3      | Italië     | 2    | 1      | 3     | 6      |
| 4      | Rusland    | 1    | 2      | 0     | 3      |
| 5      | Hongarije  | 1    | 0      | 2     | 3      |
| 6      | Oekraïne   | 1    | 0      | 0     | 1      |
| 7      | Duitsland  | 0    | 3      | 2     | 5      |
| 8      | Roemenië   | 0    | 1      | 0     | 1      |
| 8      | Zuid-Korea | 0    | 1      | 0     | 1      |
| 10     | Polen      | 0    | 0      | 2     | 2      |
| 11     | China      | 0    | 0      | 1     | 1      |
| 11     | Spanje     | 0    | 0      | 1     | 1      |
| Totaal | Totaal     | 10   | 10     | 15    | 35     |

1937 · 1938 · 1947 · 1948 · 1949 · 1950 · 1951 · 1952 · 1953 · 1954 · 1955 · 1956 · 1957 · 1958 · 1959 · 1961 · 1962 · 1963 · 1965 · 1966 · 1967 · 1969 · 1970 · 1971 · 1973 · 1974 · 1975 · 1977 · 1978 · 1979 · 1981 · 1982 · 1983 · 1985 · 1986 · 1987 · 1988 · 1989 · 1990 · 1991 · 1992 · 1993 · 1994 · 1995 · 1997 · 1998 · 1999 · 2000 · 2001 · 2002 · 2003 · 2004 · 2005 · 2006 · 2007 · 2008 · 2009 · 2010 · 2011 · 2012 · 2013 · 2014 · 2015 · 2016 · 2017 · 2018 · 2019 · 2022 · 2023